# غبيراء مستأنسة
الغبيراء المستأنسة (باللاتينية: Sorbus domestica) نوع نباتي شجري يتبع جنس الغبيراء من الفصيلة الوردية.